# Luchtvochtigheid

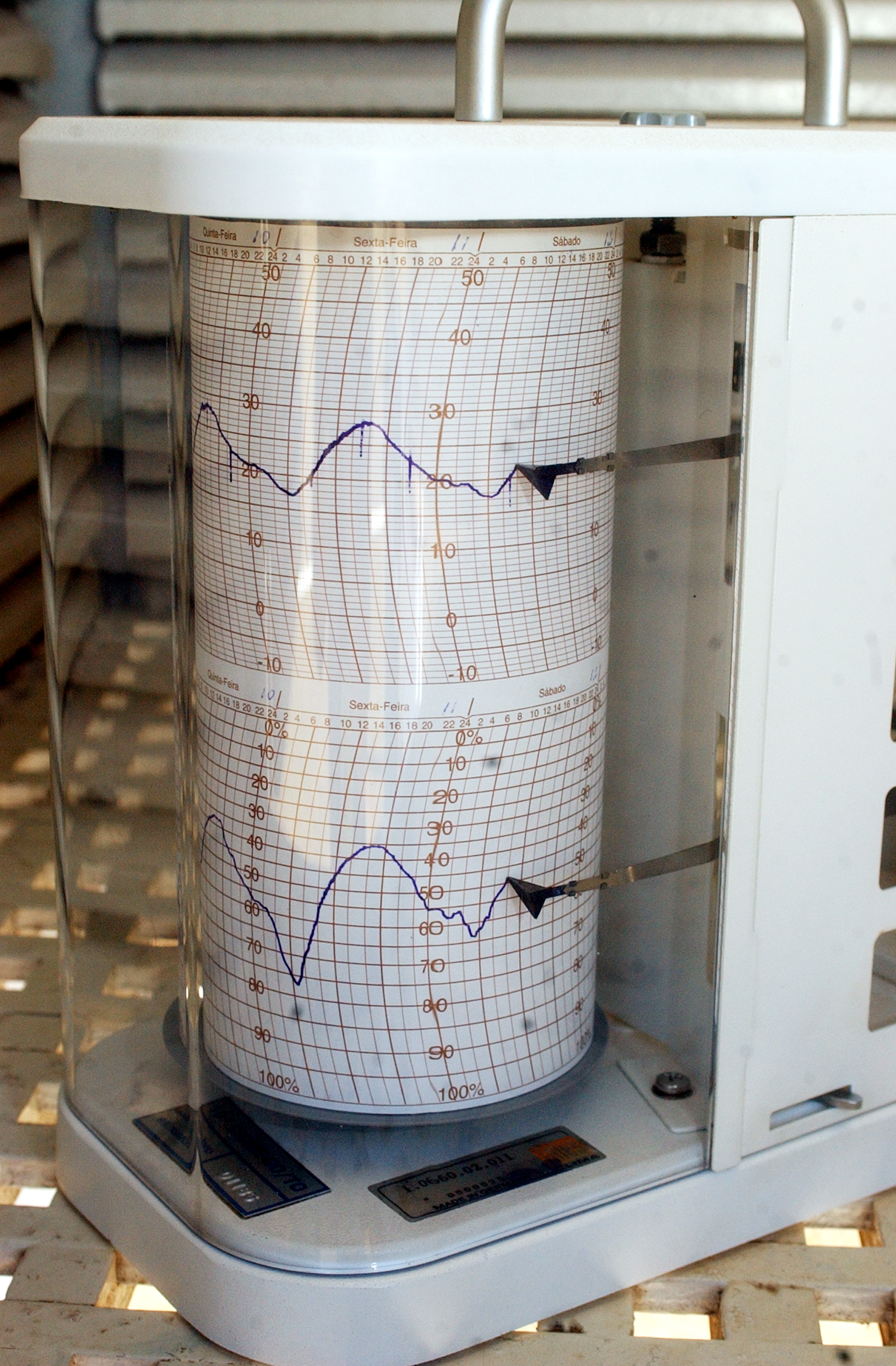
Apparaat dat relatieve luchtvochtigheid meet

Luchtvochtigheid is de natuurkundige grootheid die staat voor de hoeveelheid vocht in de lucht.
De hoeveelheid vocht kan uitgedrukt worden in een absolute hoeveelheid. Dat is de hoeveelheid water in een vastgestelde hoeveelheid lucht (gram water per kg droge lucht).
De luchtvochtigheid wordt meestal uitgedrukt in de relatieve luchtvochtigheid. Dit is het percentage van de maximale hoeveelheid waterdamp die de lucht bij de gegeven temperatuur en luchtdruk kan bevatten. Bij dalende temperatuur neemt het vermogen van de lucht om waterdamp te bevatten af; bij dezelfde hoeveelheid waterdamp neemt de relatieve luchtvochtigheid dan toe. Wordt deze groter dan 100%, dan treedt verrijping op, of condensatie in de vorm van dauw en mist.
De relatieve luchtvochtigheid is van groot belang in de landbouw, de tuinbouw, de papier- vezel- en de houtindustrie, in drukkerijen en in de luchtvaart.
Naast de relatieve luchvochtigheid is er ook nog de minder bekende absolute vochtigheid. Deze is evenredig met de concentratie en is daarmee niet 'relatief' maar 'absoluut'. De absolute luchtvochtigheid is niet gecompenseerd voor luchtdruk of temperatuur. Als er 50.000 ppm waterdamp in de lucht zit, komt dit overeen met 5%abs. De absolute vochtigheid was vooral in gebruik in technische berekeningen, bijvoorbeeld rond diffusie. Tegenwoordig is vooral de concentratie in gebruik.

## Bewaring
Veel land- en tuinbouwproducten worden in koelcellen bewaard. In koelcellen is de relatieve luchtvochtigheid zeer belangrijk. Een te lage luchtvochtigheid geeft uitdroging en een te hoge ijsvorming op de verdamper van de koelinstallatie.

## Airconditioning
Luchtbehandelingsinstallaties moeten naast zuivering en verwarming van de lucht ervoor zorgen dat een optimale luchtvochtigheid (50-60%) wordt bereikt.

## Vochtigheid in de winter
In de winter kan vocht in de lucht problemen geven in ongebruikte ruimtes, zoals in een caravan of een boot. Het vocht in de lucht kan condenseren en schimmelvorming of zelfs rotting veroorzaken.

### Vochtvreters
Het neerslaan van vocht kan worden voorkomen door uit de lucht de waterdamp te verwijderen. Dit kan met vochtvreters, dat zijn potten, gevuld met een hygroscopisch zout, dat de waterdamp uit de lucht opzuigt en in de zoutkristallen opslaat. In een geventileerde ruimte zullen vochtvreters de hele winterperiode vocht blijven opzuigen. Niet ventileren zou daarvoor de oplossing zijn, maar dan moet de ruimte de hele winterperiode echt afgesloten blijven. Door te ventileren komt er steeds “nieuwe” lucht de ruimte binnen, met waterdamp in die lucht.

### Ventileren
Als een ruimte continu geventileerd wordt komt er overdag warme lucht binnen en ’s nachts koude. De warme lucht bevat veel vocht, ’s nachts koelt alles af en kan er condensatie optreden. Dit lijkt niet de juiste aanpak. Alleen overdag ventileren met relatief warme lucht verergert het probleem, omdat warme lucht meer vocht kan bevatten dan koude lucht. Als er alleen  ’s nachts geventileerd wordt komt er relatief droge en koude lucht binnen, die overdag zal opwarmen. Er treedt dan geen condensatie op. 

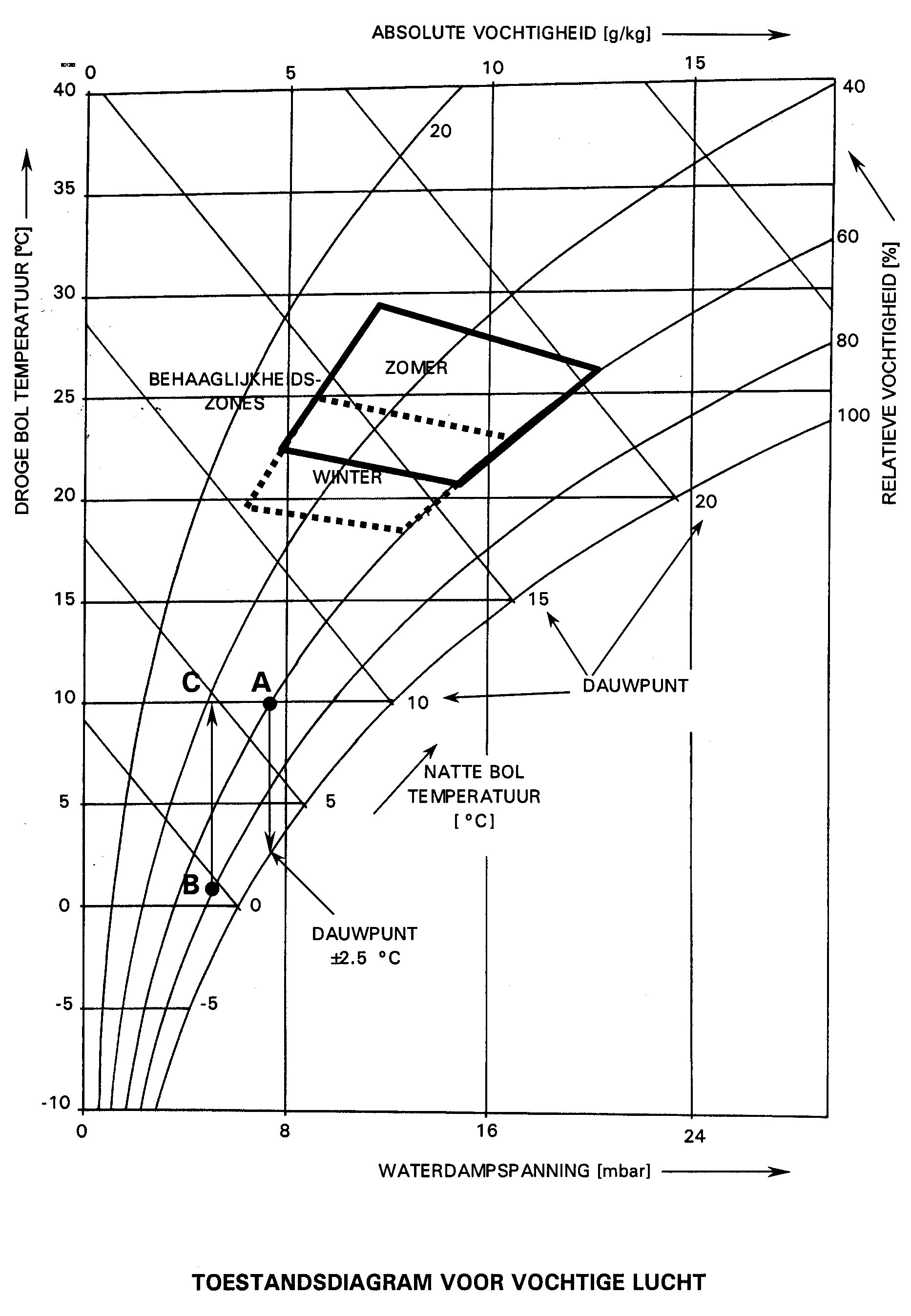
Toestandsdiagram voor vochtige lucht

### Toestandsdiagram voor vochtige lucht
Het gedrag van vochtige lucht kan duidelijk gemaakt worden in een toestandsdiagram. In het diagram kunnen afgelezen worden:
- drogeboltemperatuur (de temperatuur, gemeten met een normale thermometer)
- natteboltemperatuur
- relatieve luchtvochtigheid RV
- dauwpunt DP
- absolute luchtvochtigheid  AV (het aantal grammen water per kg droge lucht)
- waterdampspanning   (de druk van de waterdamp in het gasmengsel lucht)

In het toestandsdiagram zijn twee voorbeelden van veranderingen in de luchttoestand getekend. 
- Voorbeeld A. Dagtemperatuur 10°C bij 60% RV en ’s nachts 1°C. Als de lucht van overdag in de ruimte afkoelt tot onder 2,5° C (DP) is er condensatie. De RV is dan 100%.
- Voorbeeld B: Ventileren met nachtlucht van 1°C. Deze lucht warmt overdag weer op tot 10°C, de RV daalt tot 40% (punt C in het diagram). De lucht in de ruimte is droger dan die in de omgeving, dus alles blijft droog.

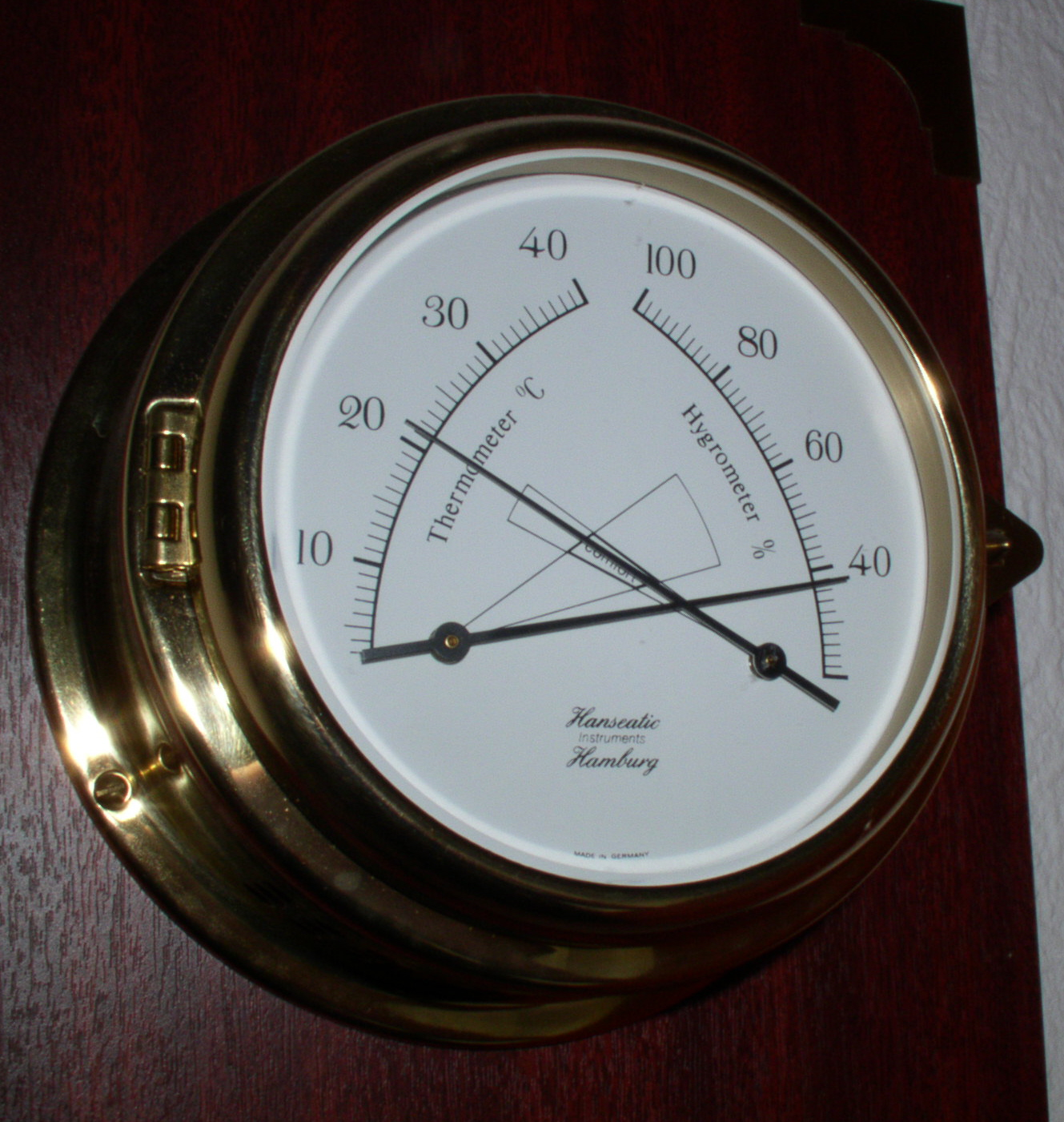
Thermo-hygrometer met als behaaglijkheidszones 18-22°C en 45-70% RV

### Behaaglijkheidszone
De behaaglijkheidszone is een gebied in het diagram met een combinatie van temperatuur en luchtvochtigheid waarin 97% van de mensheid zich prettig voelt. Er zijn twee gebieden, voor de zomer en voor de winter, en ze gelden alleen voor lage luchtsnelheden. De behaaglijkheidszone staat vaak op de schaal van een gecombineerde thermo-hygrometer.